# 村上祐子のラジオかまい隊
村上祐子のラジオかまい隊（むらかみゆうこのラジオかまいたい）は、KBS京都ラジオで2003年4月から2004年3月25日まで毎週月曜日から木曜日の15:00 - 17:40に放送されていたラジオ番組
題名はかつて京都市内にいた『かまい』という世話焼きの人にちなんでいる。

## 番組内容
- 京都かまい隊
- 村上祐子の元気を出して!1万円
- 村上祐子のなぜか気になるの?
- 6千円分出前プレゼント!